# Kamar Baldwin
Kamar Baldwin (Winder (Georgia), 15 de septiembre de 1997) es un jugador de baloncesto estadounidense naturalizado georgiano que pertenece a la plantilla del Bayern de Múnich de la Basketball Bundesliga alemana. Con 1,85 metros de estatura, juega en la posición de escolta.

## Trayectoria deportiva

### Universidad
Es un escolta formado en Apalachee High School de Brookville en Winder (Georgia) antes de formar parte de la Universidad de Universidad Butler, situada en Indianápolis, en la que ingresó en 2016 para jugar durante cuatro temporadas con los Butler Bulldogs. Durante la temporada 2019-20 promedió 18,2 puntos, 4,6 rebotes y 3,2 asistencias por partido.

#### Estadísticas
| Año     | Equipo | PJ  | PT  | MPP  | %TC  | %3P  | %TL  | RPP | APP | ROB | TPP | PPP  |
| ------- | ------ | --- | --- | ---- | ---- | ---- | ---- | --- | --- | --- | --- | ---- |
| 2016–17 | Butler | 34  | 24  | 26.9 | .495 | .372 | .756 | 3.7 | 1.5 | 1.7 | .5  | 10.1 |
| 2017–18 | Butler | 35  | 35  | 34.0 | .442 | .331 | .775 | 4.9 | 3.2 | 1.5 | .4  | 15.7 |
| 2018–19 | Butler | 33  | 33  | 34.2 | .447 | .311 | .850 | 4.9 | 3.1 | 1.5 | .3  | 17.0 |
| 2019–20 | Butler | 31  | 30  | 31.6 | .419 | .331 | .850 | 4.6 | 3.3 | 1.1 | .5  | 16.2 |
| Total   | Total  | 133 | 122 | 31.7 | .446 | .333 | .817 | 4.5 | 2.7 | 1.5 | .5  | 14.7 |

### Profesional
Tras no ser elegido en el draft de la NBA de 2020, el 13 de agosto de 2020, firma por el Türk Telekom Basketbol Kulubü de la Basketbol Süper Ligi.En su primera temporada en Europa, más concretamente en Turquía, presentaría una media de 5,8 puntos, 2,3 rebotes y 1,4 asistencias en 15 encuentros disputados.
El 27 de julio de 2021, firma por el BG 74 Göttingen de la Basketball Bundesliga. Tras una excelente temporada en el conjunto alemán con unos promedios de 19,2 puntos, 4,1 rebotes y 3,3 asistencias, llamaría la atención de una alta cantidad de clubes internacionales.
El 24 de octubre de 2022, Kamar se unió a los Maine Celtics de la G League, filial de los Boston Celtics, con los que promediaría 14,8 puntos, 4,9 rebotes y 5,8 asistencias en 31 partidos, incluyendo una actuación ante los Wisconsin Herd por 119-114, en la que el americano conseguiría su primer triple-doble con 23 puntos, 10 rebotes y 12 asistencias.
El 22 de julio de 2023, el zurdo ficha por el Dolomiti Energia Trento de la Lega Basket Serie A, siendo el jugador más destacado del equipo con unos promedios de 15,2 puntos, 3 rebotes y 4,5 asistencias de media por encuentro en Eurocup, lo que llamó la atención de una gran cantidad de conjuntos europeos.
El 9 de junio de 2024, firma por el Saski Baskonia de la Liga Endesa un contrato de dos años, el cual lo une al club vitoriano hasta 2026.
El 6 de agosto de 2025 fichó por el Bayern de Múnich de la Basketball Bundesliga alemana.DAlessandro_LU (6 de agosto de 2025). «Bayern Munich sign a deal with Kamar Baldwin» (tuit)  – vía X/Twitter. 